# Euniphysa
Euniphysa is een geslacht van borstelwormen uit de familie van de Eunicidae.

## Soorten
- Euniphysa aculeata Wesenberg-Lund, 1949
- Euniphysa auriculata (Treadwell, 1900)
- Euniphysa falciseta (Shen & Wu, 1991)
- Euniphysa filibranchia Lu & Fauchald, 2000
- Euniphysa italica Cantone & Gravina, 1991
- Euniphysa jeffreysii (McIntosh, 1903)
- Euniphysa oculata Wu & Sun in Wu, 1979
- Euniphysa quadridentata Lu & Fauchald, 2000
- Euniphysa spinea (Miura, 1977)
- Euniphysa taiwanensis (Wu & He, 1988)
- Euniphysa tridontesa (Shen & Wu, 1991)

### Taxon inquirendum
- Euniphysa megalodus (Grube, 1878)

### Synoniemen
- Euniphysa misakiensis Miura, 1987 => Eunice misakiensis (Miura, 1987)
- Euniphysa oculata Wu, Sun & Chen, 1979 => Euniphysa spinea (Miura, 1977)
- Euniphysa tubicola (Treadwell, 1922) => Eunice tubicola (Treadwell, 1922)
- Euniphysa tubifex (Crossland, 1904) => Eunice tubifex Crossland, 1904
- Euniphysa unicusa Shen & Wu, 1991 => Euniphysa aculeata Wesenberg-Lund, 1949